# باویتیوس
باویتیوس (نام علمی: Bawitius) نام یک سرده از تیره اژدرسانان است.